# 2a etapa del Tour de França de 2017
La 2a etapa del Tour de França de 2017 es va disputa el diumenge 2 de juliol de 2017 entre Düsseldorf, a Alemanya, i Lieja, a Bèlgica, sobre una distància de 203,5 quilòmetres. L'etapa la va guanyar l'alemany Marcel Kittel a l'esprint per davant d'Arnaud Démare i André Greipel. Geraint Thomas i Stefan Küng van continuar encapçalant respectivament la classificació general i de joves, mentre la classificació per punts i la de la muntanya van passar a mans de Marcel Kittel i Taylor Phinney respectivament.

## Recorregut

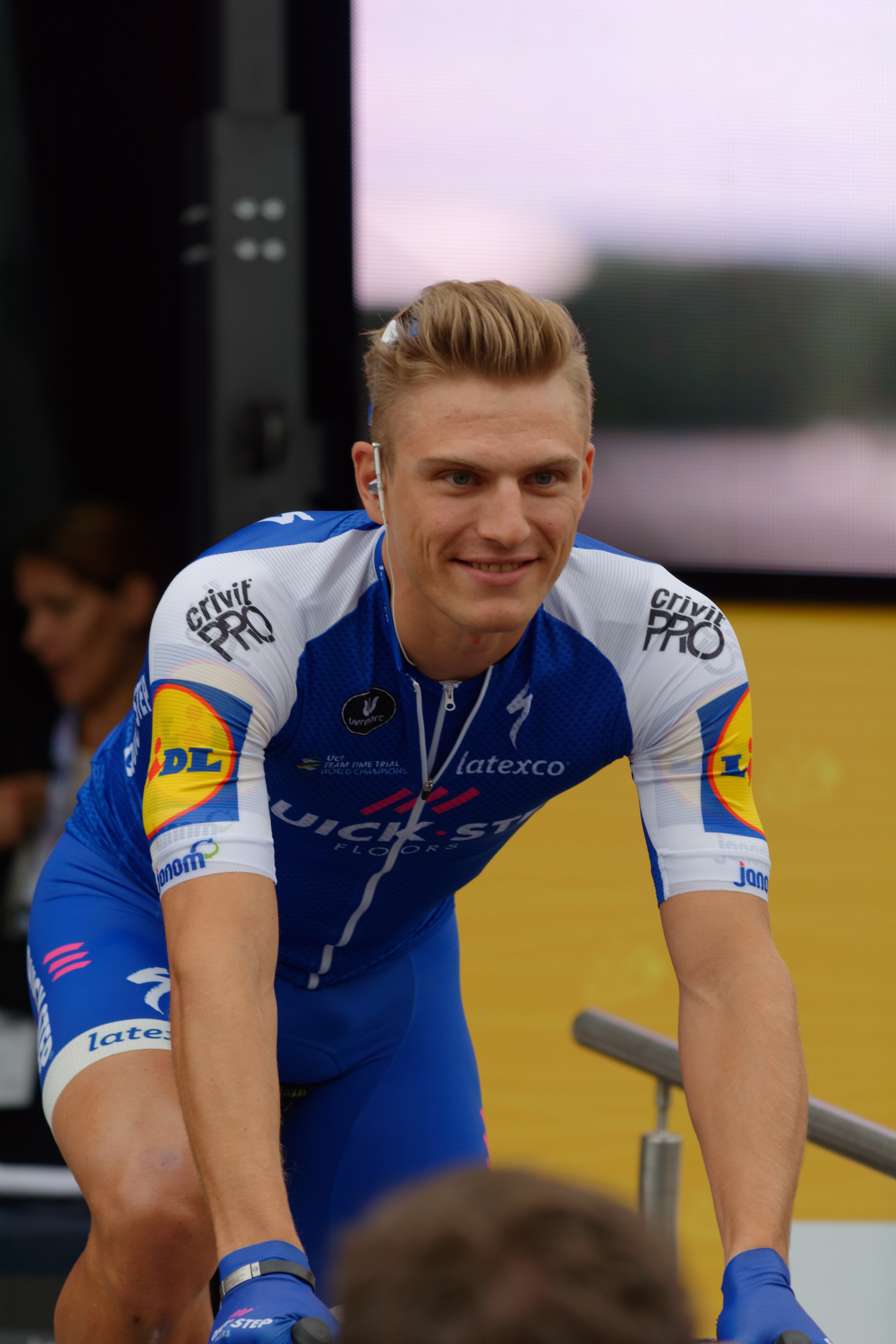
Marcel Kittel a la sortida de l'etapa.

Els corredors van sortir de Düsseldorf en direcció a Lieja passant per Mönchengladbach, on se situava l'esprint intermedi, i Aix-la Chapelle. Al llarg del recorregut van haver de superar dues elevacions de 4ª categoria situades a Grafenberg, al punt quilomètric 6.5, i a Olne, a 20 km de l'arribada.

## Desenvolupament de l'etapa
Des del primer quilòmetre, alguns corredors tenen al cap ser els primers escapats d'aquesta edició del Tour de França. Així, el francès Laurent Pichon (Fortuneo-Oscaro) és el primer en atacar juntament amb el seu compatriota Thomas Boudat (Directe Énergie) a roda. Poc després l'americà Taylor Phinney (Cannondale-Drapac) i Yoann Offredo (Wanty-Grup Gobert), també francès, els agafen, formant un grup de 4 escapats.
Taylor Phinney s'adjudica el primer Gran Premi de la muntanya al cim de Grafenberg. L'esprint intermedi el es guanyat per Thomas Boudat. Els principals esprintadors del gran grup lliuren una petita lluita per adjudicar-se les onze places restants atorguen punts.
A 30 km de l'arribada, amb la carretera mullada, una quarantena de corredors cauen al davant del gran grup. Entre ells, Christopher Froome (Sky) i Romain Bardet (AG2R La Mundial), candidats a la victòria final, i l'esprintador noruec Alexander Kristoff (Katusha-Alpecin). El conjunt dels líders caiguts es tornen a unir amb el gran grup alguns quilòmetres més tard. Tots els ciclistes re-emprenen la marxa ràpidament, encara que alguns més afectats per la caiguda, com Tom Leezer (Lotto NL Jumbo), Reto Hollenstein (Katusha-Alpecin), Luke Rowe (Sky), Dimitri Claeys (Cofidis), Mickaël Delage (FDJ), Axel Domont (AG2R La Mondiale), Andrey Amador (Movistar), triguen uns minuts abans de re-emprendre la marxa.
Taylor Phinney assoleix novament el Gran Premi de la muntanya ala cim d'Olne, a 20 km de l'arribada, obtenint el primer mallot blanc a punts vermells d'aquest Tour.
Aquest segueix en el seu esforç per mantenir l'escapada, seguit per Yoann Offredo. Thomas Boudat i Laurent Pichon són agafats pel gran grup a 14 km de l'arribada.
La diferencia entre els escapats i el gran grup, que ha oscil·lat molt de temps entre 2 min 30 s i 3 min 30 s, abans de caure al voltant de 1 min 30 s i posteriorment 30 s a respectivament 50 i 30 km de l'arribada, torna a pujar fins als 50 s gràcies a la caiguda produïda en el gran grup.
Els dos últims escapats són agafats sota la pancarta de l'últim quilòmetre i l'esprint té lloc en una via ampla i seca. L'alemany Marcel Kittel (Quick-Step Floors) s'imposà davant d'Arnaud Démare (FDJ) i André Greipel (Lotto-Soudal).

## Resultats

### Classificació de l'etapa
| \| Classificació de l'etapa \| Classificació de l'etapa \| Classificació de l'etapa \| Classificació de l'etapa \| Classificació de l'etapa \| \| Corredor \| Corredor \| Equip \| Temps \| \| \| ------------------------ \| ------------------------ \| -------------------------- \| ------------------------ \| ------------------------ \| \| 1r \| Marcel Kittel \| Quick-Step Floors \| 4h 37' 06" \| \| \| 2n \| Arnaud Démare \| FDJ \| + 0" \| \| \| 3r \| André Greipel \| Lotto-Soudal \| + 0" \| \| \| 4t \| Mark Cavendish \| Dimension Data \| + 0" \| \| \| 5è \| Dylan Groenewegen \| LottoNL-Jumbo \| + 0" \| \| \| 6è \| Sonny Colbrelli \| Bahrain-Merida \| + 0" \| \| \| 7è \| Ben Swift \| UAE Team Emirates \| + 0" \| \| \| 8è \| Nacer Bouhanni \| Cofidis, Solutions Crédits \| + 0" \| \| \| 9è \| Michael Matthews \| Team Sunweb \| + 0" \| \| \| 10è \| Peter Sagan \| Bora-Hansgrohe \| + 0" \| \| |                   |                            |            |
| |                   |                            |            |
| Fonts: ProCyclingStats Cycling Archives |                   |                            |            |
| Classificació de l'etapa |                   |                            |            |
| Corredor | Corredor          | Equip                      | Temps      |
| 1r | Marcel Kittel     | Quick-Step Floors          | 4h 37' 06" |
| 2n | Arnaud Démare     | FDJ                        | + 0"       |
| 3r | André Greipel     | Lotto-Soudal               | + 0"       |
| 4t | Mark Cavendish    | Dimension Data             | + 0"       |
| 5è | Dylan Groenewegen | LottoNL-Jumbo              | + 0"       |
| 6è | Sonny Colbrelli   | Bahrain-Merida             | + 0"       |
| 7è | Ben Swift         | UAE Team Emirates          | + 0"       |
| 8è | Nacer Bouhanni    | Cofidis, Solutions Crédits | + 0"       |
| 9è | Michael Matthews  | Team Sunweb                | + 0"       |
| 10è | Peter Sagan       | Bora-Hansgrohe             | + 0"       |

### Classificació per punts

#### Esprint intermedi -Mönchengladbach(km 82,5)
| Pos. | Ciclista                 | Equip               | Punts   |
| ---- | ------------------------ | ------------------- | ------- |
| 1    | Thomas Boudat (FRA)      | Direct Énergie      | 20 pts. |
| 2    | Taylor Phinney (USA)     | Cannondale-Drapac   | 17 pts. |
| 3    | Laurent Pichon (FRA)     | Fortuneo-Oscaro     | 15 pts. |
| 4    | Yoann Offredo (FRA)      | Wanty-Groupe Gobert | 13 pts. |
| 5    | Alexander Kristoff (NOR) | Katusha-Alpecin     | 11 pts. |
| 6    | Sonny Colbrelli (ITA)    | Bahrain-Merida      | 10 pts. |
| 7    | Michael Matthews (AUS)   | Sunweb              | 9 pts.  |
| 8    | Arnaud Démare (FRA)      | FDJ                 | 8 pts.  |
| 9    | Peter Sagan (SVK)        | Bora-Hansgrohe      | 7 pts.  |
| 10   | Marcel Kittel (GER)      | Quick-Step Floors   | 6 pts.  |
| 111  | André Greipel (GER)      | Lotto-Soudal        | 5 pts.  |
| 12   | Mark Cavendish (GBR)     | Dimension Data      | 4 pts.  |
| 13   | Ben Swift (GBR)          | UAE Emirates        | 3 pts.  |
| 14   | Rick Zabel (GER)         | Katusha-Alpecin     | 2 pts.  |
| 15   | Mike Teunissen (NED)     | Sunweb              | 1 pt.   |

#### Final d'etapa - Lieja (km 203,5)
| Pos. | Ciclista                   | Équipe              | Punts   |
| ---- | -------------------------- | ------------------- | ------- |
| 1    | Marcel Kittel (GER)        | Quick-Step Floors   | 50 pts. |
| 2    | Arnaud Démare (FRA)        | FDJ                 | 30 pts. |
| 3    | André Greipel (GER)        | Lotto-Soudal        | 20 pts. |
| 4    | Mark Cavendish (GBR)       | Dimension Data      | 18 pts. |
| 5    | Dylan Groenewegen (NED)    | Lotto NL-Jumbo      | 16 pts. |
| 6    | Sonny Colbrelli (ITA)      | Bahrain-Merida      | 14 pts. |
| 7    | Ben Swift (GBR)            | UAE Emirates        | 12 pts. |
| 8    | Nacer Bouhanni (FRA)       | Cofidis             | 10 pts. |
| 9    | Michael Matthews (AUS)     | Sunweb              | 8 pts.  |
| 10   | Peter Sagan (SVK)          | Bora-Hansgrohe      | 7 pts.  |
| 11   | Andrea Pasqualon (ITA)     | Wanty-Groupe Gobert | 6 pts.  |
| 12   | Pieter Vanspeybrouck (BEL) | Wanty-Groupe Gobert | 5 pts.  |
| 13   | John Degenkolb (GER)       | Trek-Segafredo      | 4 pts.  |
| 14   | Daniel McLay (GBR)         | Fortuneo-Oscaro     | 3 pts.  |
| 15   | Alexander Kristoff (NOR)   | Katusha-Alpecin     | 2 pts.  |

#### Bonificacions a meta
| Pos. | Ciclista            | Equip             | Temps |
| ---- | ------------------- | ----------------- | ----- |
| 1    | Marcel Kittel (GER) | Quick-Step Floors | 10 s  |
| 2    | Arnaud Démare (FRA) | FDJ               | 6 s   |
| 3    | André Greipel (GER) | Lotto-Soudal      | 4 s   |

### Premi de la muntanya

#### Cim deGrafenberg(km 6,5) - 4ª categoria (1,4 km a 4,5%)
| Pos. | Ciclista             | Equip             | Punts |
| ---- | -------------------- | ----------------- | ----- |
| 1    | Taylor Phinney (USA) | Cannondale-Drapac | 1 pt. |

#### Cim d'Olne(km 183) - 4ª categoria (1,3 km à 4,7%)
| Pos. | Ciclista             | Equip             | Punts |
| ---- | -------------------- | ----------------- | ----- |
| 1    | Taylor Phinney (USA) | Cannondale-Drapac | 1 pt. |

### Premi de la combativitat
- 205 - Yoann Offredo (Wanty-Groupe Gobert)

## Rànquings al final de l'etapa

### Classificació general
| \| Classificació general \| Classificació general \| Classificació general \| Classificació general \| Classificació general \| \| Corredor \| Corredor \| Equip \| Temps \| \| \| --------------------- \| --------------------- \| --------------------- \| --------------------- \| --------------------- \| \| 1r \| Geraint Thomas \| Team Sky \| 4h 53' 10" \| \| \| 2n \| Stefan Küng \| BMC Racing Team \| + 5" \| \| \| 3r \| Marcel Kittel \| Quick-Step Floors \| + 6" \| \| \| 4t \| Vassil Kirienka \| Team Sky \| + 7" \| \| \| 5è \| Matteo Trentin \| Quick-Step Floors \| + 10" \| \| \| 6è \| Christopher Froome \| Team Sky \| + 12" \| \| \| 7è \| Jos van Emden \| LottoNL-Jumbo \| + 15" \| \| \| 8è \| Michał Kwiatkowski \| Team Sky \| + 15" \| \| \| 9è \| Edvald Boasson Hagen \| Dimension Data \| + 16" \| \| \| 10è \| Nikias Arndt \| Team Sunweb \| + 16" \| \| |                      |                   |            |
| |                      |                   |            |
| Fonts: ProCyclingStats Cycling Archives |                      |                   |            |
| Classificació general |                      |                   |            |
| Corredor | Corredor             | Equip             | Temps      |
| 1r | Geraint Thomas       | Team Sky          | 4h 53' 10" |
| 2n | Stefan Küng          | BMC Racing Team   | + 5"       |
| 3r | Marcel Kittel        | Quick-Step Floors | + 6"       |
| 4t | Vassil Kirienka      | Team Sky          | + 7"       |
| 5è | Matteo Trentin       | Quick-Step Floors | + 10"      |
| 6è | Christopher Froome   | Team Sky          | + 12"      |
| 7è | Jos van Emden        | LottoNL-Jumbo     | + 15"      |
| 8è | Michał Kwiatkowski   | Team Sky          | + 15"      |
| 9è | Edvald Boasson Hagen | Dimension Data    | + 16"      |
| 10è | Nikias Arndt         | Team Sunweb       | + 16"      |

### Classificació per punts
| Classificació per punts | Classificació per punts | Classificació per punts | Classificació per punts | Classificació per punts |
| Corredor                | Corredor                | Equip                   | Punts                   |                         |
| ----------------------- | ----------------------- | ----------------------- | ----------------------- | ----------------------- |
| 1r                      | Marcel Kittel           | Quick-Step Floors       | 63 pts                  |                         |
| 2n                      | Arnaud Démare           | FDJ                     | 38 pts                  |                         |
| 3r                      | André Greipel           | Lotto-Soudal            | 25 pts                  |                         |
| 4t                      | Sonny Colbrelli         | Bahrain-Merida          | 24 pts                  |                         |
| 5è                      | Mark Cavendish          | Dimension Data          | 22 pts                  |                         |
| 6è                      | Taylor Phinney          | Cannondale-Drapac       | 21 pts                  |                         |
| 7è                      | Geraint Thomas          | Team Sky                | 20 pts                  |                         |
| 8è                      | Thomas Boudat           | Direct Énergie          | 20 pts                  |                         |
| 9è                      | Stefan Küng             | BMC Racing Team         | 17 pts                  |                         |
| 10è                     | Michael Matthews        | Team Sunweb             | 17 pts                  |                         |

### Classificació dels joves
| Classificació del millor jove | Classificació del millor jove | Classificació del millor jove | Classificació del millor jove | Classificació del millor jove |
| Corredor                      | Corredor                      | Equip                         | Temps                         |                               |
| ----------------------------- | ----------------------------- | ----------------------------- | ----------------------------- | ----------------------------- |
| 1r                            | Stefan Küng                   | BMC Racing Team               | 4h 53' 15"                    |                               |
| 2n                            | Pierre Latour                 | AG2R La Mondiale              | + 20"                         |                               |
| 3r                            | Aleksei Lutsenko              | Astana                        | + 24"                         |                               |
| 4t                            | Timo Roosen                   | LottoNL-Jumbo                 | + 29"                         |                               |
| 5è                            | Simon Yates                   | Orica-Scott                   | + 32"                         |                               |

### Gran premi de la muntanya
| Classificació de la muntanya | Classificació de la muntanya | Classificació de la muntanya | Classificació de la muntanya | Classificació de la muntanya |
| Corredor                     | Corredor                     | Equip                        | Punts                        |                              |
| ---------------------------- | ---------------------------- | ---------------------------- | ---------------------------- | ---------------------------- |
| 1r                           | Taylor Phinney               | Cannondale-Drapac            | 2 pts                        |                              |

### Classificació per equips
| Classificació per equips | Classificació per equips | Classificació per equips | Classificació per equips |
| Equip                    | Equip                    | Temps                    |                          |
| ------------------------ | ------------------------ | ------------------------ | ------------------------ |
| 1r                       | Sky                      | 14h 39' 49"              |                          |
| 2n                       | Quick-Step Floors        | + 37"                    |                          |
| 3r                       | Team Sunweb              | + 58"                    |                          |
| 4t                       | Lotto NL-Jumbo           | + 1' 01"                 |                          |
| 5è                       | Katusha-Alpecin          | + 1' 01"                 |                          |
| 6è                       | BMC Racing Team          | + 1' 07"                 |                          |
| 7è                       | Movistar Team            | + 1' 08"                 |                          |
| 8è                       | Bora-Hansgrohe           | + 1' 19"                 |                          |
| 9è                       | Astana                   | + 1' 19"                 |                          |
| 10è                      | Orica-Scott              | + 1' 19"                 |                          |

## Abandons
- 83 - Luke Durbridge (Orica-Scott) : Abandó